# Jean Labasque
Jean Labasque (né Joseph Labasque le 18 août 1896 à Paris 14e et mort le 5 septembre 1978 à Paris 12e) est un essayiste, peintre et graveur français.

## Biographie
Jean Labasque naît le 18 août 1896 dans le 14e arrondissement de Paris.
Élève de l'École nationale supérieure des arts décoratifs et de l'École nationale supérieure des beaux-arts de Paris, il rencontre André Gide en 1915 qui tente de le soutenir, puis collabore à des revues comme L'Ordre nouveau, Esprit et La Nouvelle Revue française. Un de ses articles, publié dans un numéro spécial de la revue Esprit consacré à l'argent, en octobre 1933, critique le pouvoir destructeur de l'argent qui s'étend aux arts.
Il expose en février 1944 à la galerie Louis Carré à Paris.
Jean Labasque meurt le 5 septembre 1978 dans le 12e arrondissement de Paris.

## Collections publiques
- Céret, musée d'Art moderne : La Flûte, les bateleurs, 1949, huile sur toile[6].
- Lyon, musée des Beaux-Arts[7] :
  - Nature morte, huile sur toile ;
  - Nu de femme, huile sur toile ;
  - Portrait d'un inconnu, huile sur toile ;
  - trois portraits de femme, huiles sur toile.
- Paris :
  - département des arts graphiques du musée du Louvre : deux dessins.
  - musée national d'Art moderne :
    - Causeurs au banc, huile sur toile ;
    - Rue de village, huile sur toile ;
    - Nature morte, melon et pêches, huile sur toile ;
    - Nature morte aux glaïeuls, 1933, gouache sur carton.